# Az MTK Budapest FC 2009–2010-es szezonja
Az MTK Budapest FC 2009–2010-es szezonja szócikk az MTK Budapest FC első számú férfi labdarúgócsapatának egy idényéről szól, mely összességében a 101. idénye volt a csapatnak a magyar első osztályban. A klub fennállásának ekkor volt a 121. évfordulója.

## Mérkőzések
| Színmagyarázat | Színmagyarázat |
| -------------- | -------------- |
|                | Győzelem.      |
|                | Döntetlen.     |
|                | Vereség.       |

### Soproni Liga 2009–10

#### Őszi fordulók
| 1. forduló 2009. július 25. 20:00 |

| Lombard Pápa             | 0 – 1               | MTK Budapest              |
| ------------------------ | ------------------- | ------------------------- |
| Bárányos 40' Gyömbér 43' | (0 – 1) Jegyzőkönyv | Lencse 38' 54' Zsidai 36' |

| Perutz Stadion, Pápa Nézőszám: 2 000 Játékvezető: Bede Ferenc (magyar) |

| 2. forduló 2009. augusztus 2. 20:00 |

| MTK Budapest                                             | 2 – 1               | Budapest Honvéd           |
| -------------------------------------------------------- | ------------------- | ------------------------- |
| Molnár 6' Lencse 22' Zsidai 28' Gosztonyi 32' Vadnai 61' | (2 – 1) Jegyzőkönyv | Hajdú 10' Debreceni 90+1' |

| Hidegkuti Nándor Stadion, Budapest Nézőszám: 1 500 Játékvezető: Iványi Zoltán (magyar) |

| 3. forduló 2009. augusztus 9. 20:00 |

| Haladás                                       | 2 – 4               | MTK Budapest                                                                       |
| --------------------------------------------- | ------------------- | ---------------------------------------------------------------------------------- |
| Tóth 4' Lattenstein 16' Schimmer 43' Nagy 44' | (2 – 0) Jegyzőkönyv | Lencse 53' 87' 61' Könyves 57' Gosztonyi 73' Vadnai 22' Pátkai 38' Rodenbücher 38' |

| Rohonci úti stadion, Szombathely Nézőszám: 4 000 Játékvezető: Andó-Szabó Sándor (magyar) |

| 4. forduló 2009. augusztus 15. 20:00 |

| MTK Budapest                                   | 1 – 0               | Zalaegerszegi TE |
| ---------------------------------------------- | ------------------- | ---------------- |
| Balogh 72' Gosztonyi 32' Pintér 67' Lencse 76' | (0 – 0) Jegyzőkönyv | Bogunović 76'    |

| Hidegkuti Nándor Stadion, Budapest Nézőszám: 1 000 Játékvezető: Takács János (magyar) |

| 5. forduló 2009. augusztus 22. 20:00 |

| Nyíregyháza Spartacus   | 1 – 1               | MTK Budapest             |
| ----------------------- | ------------------- | ------------------------ |
| Bogdanović 29' Goia 76' | (1 – 1) Jegyzőkönyv | Gosztonyi 45' Balogh 24' |

| Nyíregyháza Városi Stadion, Nyíregyháza Nézőszám: 4 000 Játékvezető: Iványi Zoltán (magyar) |

| 6. forduló 2009. augusztus 29. 20:00 |

| MTK Budapest                                      | 1 – 1               | Paksi FC                                |
| ------------------------------------------------- | ------------------- | --------------------------------------- |
| Melczer 62' (11-esből) 80' Hidvégi 70' Pintér 80' | (0 – 0) Jegyzőkönyv | Böde 83' 51' Szabó 58' Csernyánszki 60' |

| Hidegkuti Nándor Stadion, Budapest Nézőszám: 700 Játékvezető: Fábián Mihály (magyar) |

| 7. forduló 2009. szeptember 13. 17:30 |

| Ferencváros                                                            | 2 – 1               | MTK Budapest                                                 |
| ---------------------------------------------------------------------- | ------------------- | ------------------------------------------------------------ |
| Ferenczi 30' 34' Rósa 36' Ashmore 8' Kulcsár 35' Morrison 38' Tóth 67' | (2 – 0) Jegyzőkönyv | Lencse 54' Pátkai 29' Rodenbücher 51' Pintér 71' Hidvégi 87' |

| Albert Flórián Stadion, Budapest Nézőszám: 8 000 Játékvezető: Andó-Szabó Sándor (magyar) |

| 8. forduló 2009. szeptember 19. 15:00 |

| MTK Budapest                            | 4 – 0               | Kaposvári Rákóczi |
| --------------------------------------- | ------------------- | ----------------- |
| Lencse 44' 90' Pátkai 55' Könyves 90+2' | (1 – 0) Jegyzőkönyv |                   |

| Hidegkuti Nándor Stadion, Budapest Nézőszám: 700 Játékvezető: Kassai Viktor (magyar) |

| 9. forduló 2009. szeptember 26. 17:00 |

| Vasas                            | 2 – 0               | MTK Budapest                            |
| -------------------------------- | ------------------- | --------------------------------------- |
| Mrđanin 19' 17' Szilágyi 84' 84' | (1 – 0) Jegyzőkönyv | Szatmári 22' Pátkai 39' Rodenbücher 67′ |

| Illovszky Rudolf Stadion, Budapest Nézőszám: 1 000 Játékvezető: Iványi Zoltán (magyar) |

| 10. forduló 2009. december 3. 18:00 |

| Debreceni VSC                                    | 2 – 0               | MTK Budapest                                 |
| ------------------------------------------------ | ------------------- | -------------------------------------------- |
| Coulibaly 34' (11-esből) Szakály 36' Szélesi 56' | (2 – 0) Jegyzőkönyv | Zsidai 18' Hidvégi 33' Pátkai 85' Lencse 85′ |

| Oláh Gábor utcai stadion, Debrecen Nézőszám: 3 000 Játékvezető: Németh Ádám (magyar) |

| 11. forduló 2009. október 18. 17:30 |

| MTK Budapest                                            | 2 – 2               | Videoton                                 |
| ------------------------------------------------------- | ------------------- | ---------------------------------------- |
| Szatmári 21' Lencse 54' Bori 38' Vadnai 45' Könyves 83′ | (1 – 0) Jegyzőkönyv | Andić 72' 27' Sitku 74' 66' Polonkai 46' |

| Hidegkuti Nándor Stadion, Budapest Nézőszám: 1 200 Játékvezető: Fábián Mihály (magyar) |

| 12. forduló 2009. október 24. 15:00 |

| Újpest                                  | 3 – 2               | MTK Budapest                                      |
| --------------------------------------- | ------------------- | ------------------------------------------------- |
| Rajczi 8' Simek 56' Takács 63' Tóth 64' | (1 – 2) Jegyzőkönyv | Gosztonyi 12' Vági 44' 74' Zsidai 68' Melczer 80' |

| Szusza Ferenc Stadion, Budapest Nézőszám: 4 500 Játékvezető: Arany Tamás (magyar) |

| 13. forduló 2009. október 31. 15:00 |

| MTK Budapest                  | 0 – 0               | Győri ETO           |
| ----------------------------- | ------------------- | ------------------- |
| Lencse 17' Vadnai 41' Pál 44' | (0 – 0) Jegyzőkönyv | Babić 64' Fehér 87' |

| Hidegkuti Nándor Stadion, Budapest Nézőszám: 800 Játékvezető: Szabó Zsolt (magyar) |

| 14. forduló 2009. november 7. 16:00 |

| Kecskeméti TE                                        | 2 – 5               | MTK Budapest                                       |
| ---------------------------------------------------- | ------------------- | -------------------------------------------------- |
| Némedi 56' (11-esből) 74' (11-esből) 78' Csordás 83' | (0 – 3) Jegyzőkönyv | Zsidai 2' Könyves 15' 37' Gosztonyi 70' Lencse 80' |

| Széktói Stadion, Kecskemét Nézőszám: 2 000 Játékvezető: Bognár Tamás (magyar) |

| 15. forduló 2009. november 21. 16:00 |

| MTK Budapest                                                   | 4 – 0               | Diósgyőr                            |
| -------------------------------------------------------------- | ------------------- | ----------------------------------- |
| Szatmári 10' Vadnai 22' 59' Gosztonyi 73' (11-esből) Pál 90+2' | (2 – 0) Jegyzőkönyv | Vukadinović 5' Jeknić 71' Szabó 85' |

| Hidegkuti Nándor Stadion, Budapest Nézőszám: 600 Játékvezető: Farkas Ádám (magyar) |

#### Tavaszi fordulók
| 16. forduló 2010. február 27. 14:00 |

| MTK Budapest | 0 – 0               | Lombard Pápa |
| ------------ | ------------------- | ------------ |
|              | (0 – 0) Jegyzőkönyv | Venczel 38'  |

| Hidegkuti Nándor Stadion, Budapest Nézőszám: 300 Játékvezető: Berger József (magyar) |

| 17. forduló 2010. március 6. 14:00 |

| Budapest Honvéd                                    | 4 – 1               | MTK Budapest                                               |
| -------------------------------------------------- | ------------------- | ---------------------------------------------------------- |
| Abass 9' Botis 36' Vaccaro 46' Coira 74' Macko 19' | (2 – 1) Jegyzőkönyv | Lázok 12' (11-esből) Vadnai 49' Zsidai 62' Rodenbücher 81' |

| Bozsik József Stadion, Budapest Nézőszám: 1 000 Játékvezető: Bognár Tamás (magyar) |

| 18. forduló 2010. március 13. 14:30 |

| MTK Budapest | 0 – 0               | Haladás     |
| ------------ | ------------------- | ----------- |
| Szabó 83′    | (0 – 0) Jegyzőkönyv | Guzmics 74' |

| Hidegkuti Nándor Stadion, Budapest Nézőszám: 500 Játékvezető: Oláh Gábor (magyar) |

| 19. forduló 2010. március 20. 14:30 |

| Zalaegerszegi TE                            | 1 – 0               | MTK Budapest |
| ------------------------------------------- | ------------------- | ------------ |
| Pavićević 54' Illés 40' Máté 68' Szalai 90' | (0 – 0) Jegyzőkönyv | Kulcsár 24'  |

| ZTE Aréna, Zalaegerszeg Nézőszám: 3 500 Játékvezető: Kovács J. Zoltán (magyar) |

| 20. forduló 2010. március 27. 15:00 |

| MTK Budapest                                  | 4 – 0               | Nyíregyháza Spartacus  |
| --------------------------------------------- | ------------------- | ---------------------- |
| Kulcsár 25' 65' Könyves 26' Pál 63' Lázok 90' | (2 – 0) Jegyzőkönyv | Nánási 82' Davidov 85′ |

| Hidegkuti Nándor Stadion, Budapest Nézőszám: 500 Játékvezető: Farkas Ádám (magyar) |

| 21. forduló 2010. április 3. 15:00 |

| Paksi FC                                  | 0 – 2               | MTK Budapest                                          |
| ----------------------------------------- | ------------------- | ----------------------------------------------------- |
| Tamási 47' Nikolov 63′ Urbán 78′ Böde 83' | (0 – 0) Jegyzőkönyv | Hidvégi 50' Lázok 64' (11-esből) 15' Pál 68' Vági 75' |

| Fehérvári úti stadion, Paks Nézőszám: 1 000 Játékvezető: Veizer Roland (magyar) |

| 22. forduló 2010. április 10. 17:30 |

| MTK Budapest                             | 1 – 1               | Ferencváros                           |
| ---------------------------------------- | ------------------- | ------------------------------------- |
| Szatmári 57' 57' Szekeres 55' Pintér 60' | (0 – 1) Jegyzőkönyv | Elding 26' 26' Adnán 74' Stockley 81' |

| Hidegkuti Nándor Stadion, Budapest Nézőszám: 2 500 Játékvezető: Bede Ferenc (magyar) |

| 23. forduló 2010. április 17. 18:00 |

| Kaposvári Rákóczi      | 1 – 2               | MTK Budapest                                                      |
| ---------------------- | ------------------- | ----------------------------------------------------------------- |
| Maróti 15' Kulcsár 71' | (1 – 1) Jegyzőkönyv | Lázok 32' Kulcsár 50' Vági 22' Pintér 28' Szekeres 66' Vadnai 74' |

| Rákóczi Stadion, Kaposvár Nézőszám: 2 200 Játékvezető: Takács János (magyar) |

| 24. forduló 2010. április 25. 17:30 |

| MTK Budapest                               | 2 – 3               | Vasas                                       |
| ------------------------------------------ | ------------------- | ------------------------------------------- |
| Vadnai 11' Zsidai 37' Szabó 67' Vági 90+2′ | (2 – 0) Jegyzőkönyv | Beliczky 61' 65' 66' Pavičević 46' Bosi 68' |

| Hidegkuti Nándor Stadion, Budapest Nézőszám: 1 000 Játékvezető: Németh Ádám (magyar) |

| 25. forduló 2010. május 1. 15:00 |

| MTK Budapest           | 2 – 3               | Debreceni VSC                                |
| ---------------------- | ------------------- | -------------------------------------------- |
| Lázok 21' Szatmári 40' | (2 – 0) Jegyzőkönyv | Feczesin 64' 71' Czvitkovics 76' Szélesi 56' |

| Hidegkuti Nándor Stadion, Budapest Nézőszám: 800 Játékvezető: Andó-Szabó Sándor (magyar) |

| 26. forduló 2010. május 4. 18:00 |

| Videoton                               | 0 – 1               | MTK Budapest                       |
| -------------------------------------- | ------------------- | ---------------------------------- |
| Farkas II. 41' Nikolics 80' Farkas 86' | (0 – 1) Jegyzőkönyv | Szatmári 29' Hidvégi 24' Szabó 69' |

| Sóstói Stadion, Székesfehérvár Nézőszám: 3 500 Játékvezető: Fábián Mihály (magyar) |

| 27. forduló 2010. május 9. 17:30 |

| MTK Budapest                  | 4 – 5               | Újpest                                                                           |
| ----------------------------- | ------------------- | -------------------------------------------------------------------------------- |
| Pál 24' 29' 64' 67' Szabó 53′ | (2 – 0) Jegyzőkönyv | Vasiljević 54' (11-esből) 72' 74' (11-esből) Korcsmár 69' Vaskó 87' 50' Tóth 83' |

| Hidegkuti Nándor Stadion, Budapest Nézőszám: 2 500 Játékvezető: Berger József (magyar) |

| 28. forduló 2010. május 15. 19:00 |

| Győri ETO                           | 2 – 0               | MTK Budapest |
| ----------------------------------- | ------------------- | ------------ |
| Józsi 53' Koltai 85' Alekszidze 89' | (0 – 0) Jegyzőkönyv | Balogh 89'   |

| ETO Park, Győr Nézőszám: 1 500 Játékvezető: Bognár Tamás (magyar) |

| 29. forduló 2010. május 20. 18:00 |

| MTK Budapest | 0 – 1               | Kecskeméti TE                                  |
| ------------ | ------------------- | ---------------------------------------------- |
| Balogh 90+2' | (0 – 1) Jegyzőkönyv | Némedi 43' Memić 24' Koncz 40' Alempijević 77' |

| Hidegkuti Nándor Stadion, Budapest Nézőszám: 500 Játékvezető: Miquel Alvaro Garcia (chilei) |

| 30. forduló 2010. május 23. 17:30 |

| Diósgyőr             | 2 – 5               | MTK Budapest                                 |
| -------------------- | ------------------- | -------------------------------------------- |
| Gal 22' Somorjai 54' | (1 – 2) Jegyzőkönyv | Pál 18' 66' Kulcsár 25' Zsidai 59' Szabó 85' |

| DVTK-stadion, Miskolc Nézőszám: 360 Játékvezető: Szilasi Szabolcs (magyar) |

#### Végeredmény
| #   | Csapat                    | M  | GY | D  | V  | G+ – G– | GK  | P  | Megjegyzések                                   |
| --- | ------------------------- | -- | -- | -- | -- | ------- | --- | -- | ---------------------------------------------- |
| 1.  | Debreceni VSCCV (B, KGY)  | 30 | 20 | 2  | 8  | 63–37   | +26 | 62 | 2010–2011-es Bajnokok Ligája – 2. selejtezőkör |
| 2.  | Videoton (I)              | 30 | 18 | 7  | 5  | 59–31   | +28 | 61 | 2010–2011-es Európa-liga – 2. selejtezőkör     |
| 3.  | Győri ETO (I)             | 30 | 15 | 12 | 3  | 38–18   | +20 | 57 | 2010–2011-es Európa-liga – 1. selejtezőkör     |
| 4.  | Újpest                    | 30 | 17 | 4  | 9  | 49–39   | +10 | 55 |                                                |
| 5.  | Zalaegerszegi TE (I)      | 30 | 15 | 8  | 7  | 59–45   | +14 | 53 | 2010–2011-es Európa-liga – 1. selejtezőkör     |
| 6.  | MTK Budapest              | 30 | 12 | 7  | 11 | 52–41   | +11 | 43 |                                                |
| 7.  | FerencvárosÚ              | 30 | 10 | 11 | 9  | 34–35   | −1  | 41 |                                                |
| 8.  | Haladás                   | 30 | 10 | 9  | 11 | 46–49   | −3  | 39 |                                                |
| 9.  | Budapest HonvédK          | 30 | 9  | 11 | 10 | 38–35   | +3  | 38 |                                                |
| 10. | Kecskeméti TE             | 30 | 10 | 7  | 13 | 50–56   | −6  | 37 |                                                |
| 11. | Lombard PápaÚ             | 30 | 10 | 5  | 15 | 39–50   | −11 | 35 |                                                |
| 12. | Kaposvári Rákóczi         | 30 | 8  | 8  | 14 | 38–50   | −12 | 32 |                                                |
| 13. | Vasas                     | 30 | 8  | 7  | 15 | 39–61   | −22 | 31 |                                                |
| 14. | Paksi FC                  | 30 | 7  | 10 | 13 | 31–44   | −13 | 31 |                                                |
| 15. | Nyíregyháza Spartacus (K) | 30 | 6  | 9  | 15 | 41–60   | −19 | 27 | NB II                                          |
| 16. | Diósgyőr (K)              | 30 | 4  | 5  | 21 | 31–56   | −25 | 17 | NB II                                          |

Forrás: MLSZ adatbank 
A rangsorolás alapszabályai: 1. összpontszám, 2. győzelmek száma, 3. gólkülönbség, 4. szerzett gólok száma, 5. egymás elleni eredmények összpontszáma,  6. egymás elleni eredmények gólkülönbsége, 7. egymás elleni eredmények szerzett góljainak száma, 8. egymás elleni eredmények idegenben szerzett góljainak száma.
Mivel a bajnok Debreceni VSC nyerte 2009–2010-es magyar kupát, így a bajnoki ezüstérmes Videoton a 2010–2011-es Európa-liga 2. selejtezőkörében, míg a kupadöntőt elbukó Zalaegerszegi TE és a Győri ETO a 2010–2011-es Európa-liga 1. selejtezőkörében jogosult indulni.
(B): Bajnokcsapat, (K): Kieső csapat, (F): Feljutó csapat, (I): Kupainduló, (R): A rájátszás győztese, (KGY): Kupagyőztes

#### Eredmények összesítése
Az alábbi táblázatban összesítve szerepelnek az MTK Budapest 2011/12-es bajnokságban elért eredményei.
| Ősz/tavasz (forduló)    | Otthon | Otthon | Otthon | Otthon | Otthon | Otthon | Otthon | Idegenben | Idegenben | Idegenben | Idegenben | Idegenben | Idegenben | Idegenben |
| Ősz/tavasz (forduló)    | M      | GY     | D      | V      | LG–KG  | GK     | P      | M         | GY        | D         | V         | LG–KG     | GK        | P         |
| ----------------------- | ------ | ------ | ------ | ------ | ------ | ------ | ------ | --------- | --------- | --------- | --------- | --------- | --------- | --------- |
| Őszi szezon (1–15.)     | 7      | 4      | 3      | 0      | 14–4   | +10    | 15     | 8         | 3         | 1         | 4         | 14–14     | 0         | 10        |
| Tavaszi szezon (16–30.) | 8      | 1      | 3      | 4      | 13–13  | 0      | 6      | 7         | 4         | 0         | 3         | 11–10     | +1        | 12        |
| Összesen (1–30.)        | 15     | 5      | 6      | 4      | 27–17  | +10    | 21     | 15        | 7         | 1         | 7         | 25–24     | +1        | 22        |

#### Helyezések fordulónként
| Forduló  | 1  | 2  | 3  | 4  | 5 | 6 | 7 | 8  | 9 | 10 | 11 | 12 | 13 | 14 | 15 | 16 | 17 | 18 | 19 | 20 | 21 | 22 | 23 | 24 | 25 | 26 | 27 | 28 | 29 | 30 |
| -------- | -- | -- | -- | -- | - | - | - | -- | - | -- | -- | -- | -- | -- | -- | -- | -- | -- | -- | -- | -- | -- | -- | -- | -- | -- | -- | -- | -- | -- |
| Helyszín | I  | O  | I  | O  | I | O | I | O  | I | I  | O  | I  | O  | I  | O  | O  | I  | O  | I  | O  | I  | O  | I  | O  | O  | I  | O  | I  | O  | I  |
| Eredmény | GY | GY | GY | GY | D | D | V | GY | V | V  | D  | V  | D  | GY | GY | D  | V  | D  | V  | GY | GY | D  | GY | V  | V  | GY | V  | V  | V  | GY |
| Helyezés | 6  | 2  | 2  | 2  | 1 | 2 | 4 | 3  | 5 | 6  | 6  | 7  | 8  | 7  | 6  | 6  | 6  | 6  | 6  | 6  | 5  | 6  | 5  | 6  | 6  | 6  | 6  | 6  | 7  | 6  |

Helyszín: O = Otthon; I = Idegenben. Eredmény: GY = Győzelem; D = Döntetlen; V = Vereség.

#### Dobogós gólszerzők
A táblázatban csak a bajnokságban szerzett gólok vannak feltüntetve.
| Név             | Gól |
| --------------- | --- |
| Lencse László   | 9   |
| Pál András      | 8   |
| Lázok János     | 5   |
| Könyves Norbert | 5   |

### Magyar kupa
3. forduló
| 2009. szeptember 16. 15:30 |

| Vecsési FC | 0 – 5               | MTK Budapest                                                 |
| ---------- | ------------------- | ------------------------------------------------------------ |
|            | (0 – 1) Jegyzőkönyv | Bori 44' Könyves 57' Szatmári 64' Vadnai 73' Rodenbücher 82' |

| Városi stadion (Vecsés), Vecsés Játékvezető: Kovács J. Zoltán (magyar) |

4. forduló
| 2009. szeptember 30. 15:00 |

| Turai VSK          | 0 – 6               | MTK Budapest                                                 |
| ------------------ | ------------------- | ------------------------------------------------------------ |
| Sukaj 26' Hibó 35' | (0 – 3) Jegyzőkönyv | Könyves 22' 90' Hidvégi 27' Lencse 42' Pintér 63' Balogh 85' |

| Játékvezető: Sulyok Gergely (magyar) |

5. forduló
| 2009. október 21. 17:00 |

| MTK Budapest                      | 3 – 0               | Diósgyőr  |
| --------------------------------- | ------------------- | --------- |
| Gosztonyi 10' Zsidai 15' Bori 54' | (2 – 0) Jegyzőkönyv | Szabó 65' |

| Hidegkuti Nándor Stadion, Budapest Nézőszám: 176 Játékvezető: Szilasi Szabolcs (magyar) |

| 2009. október 27. 17:00 |

| Diósgyőr                    | 0 – 3               | MTK Budapest                        |
| --------------------------- | ------------------- | ----------------------------------- |
| Miličić 11' Vukadinović 70' | (0 – 2) Jegyzőkönyv | Szatmári 16' Könyves 44' Molnár 78' |

| DVTK-stadion, Miskolc Nézőszám: 400 Játékvezető: Oláh Gábor (magyar) |

Negyeddöntő
| 2009. december 13. 17:30 |

| Debreceni VSC                | 2 – 0   | MTK Budapest |
| ---------------------------- | ------- | ------------ |
| Feczesin 44' Czvitkovics 50' | (1 – 0) |              |

| Oláh Gábor utcai stadion, Debrecen Nézőszám: 1 000 Játékvezető: Vad II. István (magyar) |

| 2009. december 17. 17:30 |

| MTK Budapest                                 | 2 – 0               | Debreceni VSC |
| -------------------------------------------- | ------------------- | ------------- |
| Pál 77' Zsidai 80' 90+2' Pátkai 53' Vági 64' | (0 – 0) Jegyzőkönyv | Ramos 82'     |

| Hidegkuti Nándor Stadion, Budapest Nézőszám: 200 Játékvezető: Fábián Mihály (magyar) |

- A gólszerzők nem derülnek ki a jegyzőkönyvből. Tizenegyesekkel (4 – 5) a Debreceni VSC jutott tovább.

### Ligakupa

#### Csoportkör (A csoport)
| 1. forduló 2009. július 22. 17:00 |

| MTK Budapest | 0 – 0               | Nyíregyháza Spartacus |
| ------------ | ------------------- | --------------------- |
| Gál 76'      | (0 – 0) Jegyzőkönyv | Csáki 90'             |

| Hidegkuti Nándor Stadion, Budapest Játékvezető: Németh Ádám (magyar) |

| 2. forduló 2009. július 29. 18:00 |

| Vasas                       | 2 – 1               | MTK Budapest            |
| --------------------------- | ------------------- | ----------------------- |
| Marton 4' 66' Tandari 90+2' | (1 – 0) Jegyzőkönyv | Nikházi 49' Kelemen 53′ |

| Illovszky Rudolf Stadion, Budapest Játékvezető: Fábián Mihály (magyar) |

| 3. forduló 2009. augusztus 5. 17:00 |

| MTK Budapest                  | 1 – 1               | Diósgyőr                                     |
| ----------------------------- | ------------------- | -------------------------------------------- |
| Dobó 49' Forró 25′ Kornis 90' | (0 – 1) Jegyzőkönyv | Horváth 8' Kovács 68' Bokros 70' Faggyas 79' |

| Hidegkuti Nándor Stadion, Budapest Játékvezető: Kovács Gábor (magyar) |

| 4. forduló 2009. augusztus 19. 19:00 |

| MTK Budapest | 0 – 1               | Ferencváros                     |
| ------------ | ------------------- | ------------------------------- |
| Gál 55'      | (0 – 0) Jegyzőkönyv | Tóth 72' 41' Cory 56' Fülöp 90' |

| Hidegkuti Nándor Stadion, Budapest Játékvezető: Bognár Tamás (magyar) |

| 5. forduló 2009. augusztus 25. 19:00 |

| MTK Budapest | 1 – 1               | Kecskeméti TE               |
| ------------ | ------------------- | --------------------------- |
| Pál 38'      | (1 – 0) Jegyzőkönyv | Montvai 65' Alempijević 84' |

| Hidegkuti Nándor Stadion, Budapest Nézőszám: 50 Játékvezető: Sulyok Gergely (magyar) |

| 6. forduló 2009. szeptember 23. 17:00 |

| Nyíregyháza Spartacus                                                                  | 7 – 0               | MTK Budapest                    |
| -------------------------------------------------------------------------------------- | ------------------- | ------------------------------- |
| Andorka 40' 65' Goia 45' Bölcsföldi 84' Danci 86' 90' Müller 87' Mboussi 19' Bakos 79' | (2 – 0) Jegyzőkönyv | Roma 66' Ladányi 82' Kornis 89′ |

| Nyíregyháza Városi Stadion, Nyíregyháza Játékvezető: Veizer Roland (magyar) |

| 7. forduló 2009. november 4. 13:30 |

| MTK Budapest                       | 3 – 0               | Vasas     |
| ---------------------------------- | ------------------- | --------- |
| Molnár 19' 56' Pál 86' Melczer 34' | (1 – 0) Jegyzőkönyv | Szűcs 64' |

| Hidegkuti Nándor Stadion, Budapest Játékvezető: Gaál Gyöngyi (magyar) |

| 8. forduló 2009. november 14. 13:00 |

| Diósgyőr      | 1 – 4               | MTK Budapest                            |
| ------------- | ------------------- | --------------------------------------- |
| Szabó 68' 65' | (0 – 1) Jegyzőkönyv | Pál 33' Forró 63' Szabó 71' Melczer 75' |

| DVTK-stadion, Miskolc Játékvezető: Urbán Eszter (magyar) |

| 9. forduló 2009. november 28. 15:00 |

| Ferencváros                         | 1 – 3               | MTK Budapest                           |
| ----------------------------------- | ------------------- | -------------------------------------- |
| Kulcsár 17' Vattai 47' Dragóner 85' | (1 – 2) Jegyzőkönyv | Zsidai 11' Gosztonyi 41' Busai 83' 53' |

| Albert Flórián Stadion, Budapest Játékvezető: Böcskei Balázs (magyar) |

| 10. forduló 2009. november 25. 13:00 |

| Kecskeméti TE                                             | 2 – 2               | MTK Budapest                                                  |
| --------------------------------------------------------- | ------------------- | ------------------------------------------------------------- |
| Litsingi 21' Birtalan 90+2' Alempijević 56' Lăzăreanu 70' | (1 – 1) Jegyzőkönyv | Lencse 13' Könyves 69' 73' Gosztonyi 29' Pátkai 75' Szabó 80' |

| Műkertvárosi műfüves pálya, Kecskemét Nézőszám: 150 Játékvezető: Oláh Gábor (magyar) |

#### Az A csoport végeredménye
| Színmagyarázat | Színmagyarázat                                                 |
| -------------- | -------------------------------------------------------------- |
|                | A csoportelső és csoportmásodik bejutott a középdöntőbe.       |
|                | A csoport többi helyezettje nem folytathatta a kupaszereplést. |

| Csapat                | M  | Gy | D | V | G+ | G– | Gk  | P  |
| --------------------- | -- | -- | - | - | -- | -- | --- | -- |
| Ferencváros           | 10 | 7  | 0 | 3 | 21 | 15 | +6  | 21 |
| Nyíregyháza Spartacus | 10 | 5  | 2 | 3 | 28 | 13 | +15 | 17 |
| Vasas SC              | 10 | 5  | 0 | 5 | 21 | 23 | –2  | 15 |
| MTK Budapest FC       | 10 | 3  | 4 | 3 | 15 | 16 | –1  | 13 |
| Kecskeméti TE         | 10 | 3  | 3 | 4 | 16 | 21 | –5  | 12 |
| Diósgyőri VTK         | 10 | 2  | 1 | 7 | 13 | 26 | –13 | 7  |

## Külső hivatkozások
- A csapat hivatalos honlapja
- A Magyar Labdarúgó Szövetség honlapja, adatbankja